# أنخيلا بالبي

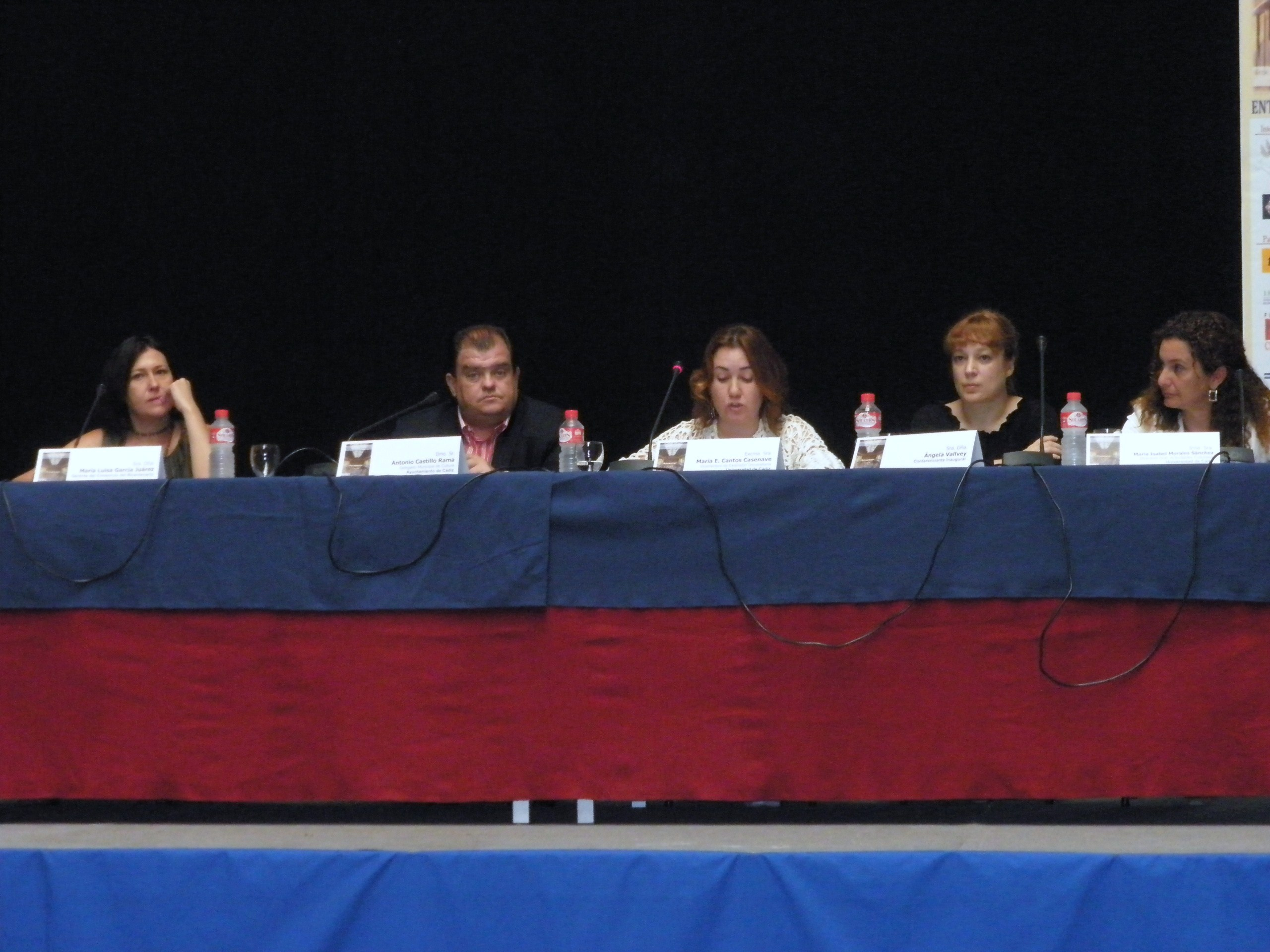

انجيلا فالفي اريفالو (بالإسبانية: Ángela Vallvey) من سان لورينزو دي كالاترافا (سيوداد ريال) ، ولدت عام 1964، كاتبة وكاتبة روايات أسبانية، فازت بجائزة نادال عام 2002 و جائزة بلانيتا عام 2008
على شهادة البكالوريوس في التاريخ المعاصر من جامعة غرناطة، ودرس أيضا الفلسفة والأنثروبولوجيا. عاش في مختلف المدن الإسبانية، وفي فرنسا وسويسرا.
بدأ حياته المهنية ككاتب بنشر رواية الشباب البالغين، وأيضا كتابة الشعر في سن مبكرة. فاز جيان بجائزة الشعر 1998 حسب حجم الكون، ونادال جائزة الرواية عام 2002 من قبل الدول النقص. كشخصية الشاعر في مختارات من أرضكم. مختارات شعرية مانشيجو بين قرنين من الزمان. التحرير ما قبل النصوص، لديهم كلمة (إد. Hiperión)، وغيرها.
ونشرت عدة روايات الشباب وفي وقت لاحق فاز عام 1998 بجائزة الشعر جيان مع حجم الكون (إد. Hiperión)، مجموعة مذهلة من قصائد كاملة من الفضول العلمي وسحر لجمال ومفارقات العالم والكون. منحت عمله ولدوا في الأسر أيضا في هذا الحدث أتينيو دي اشبيلية عام 2006.
وهي مؤلفة من الروايات الصيد الرجل البرية الماضي (1999)؛ الانقراض (2000)؛ حالات العوز (2002)، الذي فاز بجائزة نادال وأصبح من أكثر الكتب مبيعا. مجموعة من القصص لا نسميها الحب (2003)؛ مدينة الشيطان (2005)؛ جميع الدمى هي آكلة اللحوم (2006)؛ وفاة بين الشعراء (2008، الدور النهائي لجائزة بلانيتا)؛ الرجل في قلب أسود (2011) وعلى الرغم من الرقص آخرون (2014). وقد ترجمت أعماله إلى أكثر من عشرين لغة، ونشرت من قبل دور النشر المرموقة.
له آخر أعمال هي فن الحياة المحبة (2015)، وهو دليل الأصلي للوصول إلى السعادة من خلال الكتب والقراءة، واختبار عشاق الكشف قوة في التاريخ (2016)، ونشرت أيضا في الأرجنتين. في عام 2017 نشر هو كعكة اللوز جديدة مع الحب (سوما دي Letras)، الأمر الذي يعكس القلق البلاغ لقضايا الساعة مثل التغذية، والبلطجة والأمراض النادرة. مع انها كانت جائزة كتبها troa النهائيات للكتب مع 2017 القيم.
في ديوانه السرعة العالمي (2012)، وجهة نظر المؤلف، الذي في حجم الكون (1998) تطفو على ضوء النجوم، وصولا إلى الأرض، وخدرت خطوط العرض خارج والغناء والفرح السفر، وهج النقي.
واستحق جائزة Barcarola الشعر 2016 مع عنوان Epidemia الحرائق (التحرير نوسيكا، 2017) حيث انه لا يزال مخاوفه خط سير على مستوى سطح الأرض حيث أن الركود الاقتصادي، والربيع العربي والحب كما الفداء، وصراع، وآخر المزيد من أراضي المحاصيل ورحلة من وجودها.
في بعض الأحيان أنها تتعاون مع وسائل الإعلام المختلفة. طوال حياته المهنية، كان قد نشر المقالات في الصحف الأسبانية الكبرى، وغيرها من اللاتينية والإيطالية. يكتب بانتظام مقالات في الصحف، وظيفة حصل على جائزة الصحافة خوليو كامبا من مقال بعنوان العزلة التي نشرت في صحيفة لا رازون.
كتب رافاييل أزكونا سيناريو حول الصيد الرجل البرية الماضي الذي لم تصبح تدحرجت.
في المكسيك، ومجلة سبعة يوم (رقم 385، ص 72) وقال انه نشر مقالا بعنوان النساء إضرب، التي تدين الاجتثاث لا تزال تعاني بعض النساء في هذا العالم الحديث.
في القطاع الخاص، طلق المعلم جينارو تالينس في عام 2001

## حياتها
درست التاريخ الحديث في جامعة غرناطةو فلسفة و علم الإنسان

## اعمالها
- - Kippel y la mirada electrónica (SM, 1995)
  - Capitanes de tiniebla (Editorial Episteme, 1997)
  - Vida sentimental de Bugs Bunny (SM, 1997)
  - Donde todos somos John Wayne (Editorial Acento, 1997)
  - El tamaño del universo (Premio Jaén de Poesía 1998, Editorial Hiperión)
  - A la caza del último hombre salvaje (Editorial Salamandra, 1999)
  - enlared.com (2000)
  - Vías de extinción (Ed. Emecé, 2000)
  - Extraños en el paraíso (Biblioteca Nueva, 2001)
  - Los estados carenciales (2002). Ganadora del LVIII جائزة نادال
  - No lo llames amor (2004), Editorial Destino
  - La ciudad del diablo (2005), Editorial Destino
  - Nacida en cautividad (Ed. Algaida, 2006, Premio Ateneo de Sevilla de Poesía)
  - Todas las muñecas son carnívoras (2006), Editorial Destino
  - Muerte entre poetas (2008), finalista del جائزة بلانيتا
  - El hombre del corazón negro (Ediciones Destino, 2011)
  - La velocidad del mundo (Fundación Lara, 2012)
  - Mientras los demás bailan (Editorial Destino, 2014)
  - El arte de amar la vida (2015), Editorial Kailas
  - Amantes poderosas de la historia (La Esfera de Los Libros, 2016)
  - Tarta de almendras con amor (Suma de Letras, Random House, 2017)
  - Epidemia de fuego (Premio de Poesía Barcarola, Editorial Nausicaa, 2017)